# 罗德里戈·杜特尔特
罗德里戈·「羅迪」·羅亞·杜特尔特 KGCR（英語：Knights of Rizal，英语发音：/dəˈtɜːrteɪ/，他加祿語發音：[ɾodˈɾiː.ɣo ˈɾoː.ɐ dʊˈtɛːɾ.tɛ] ⓘ；1945年3月28日—），菲律賓政治人物、律師，現任達沃市市長（停職中）、曾任菲律賓總統並曾經三度擔任达沃市市长（1988-1998年，2001-2010年，2013-2016年），共任職長達22年。
2016年菲律賓總統選舉，杜特爾特以總票數16,601,997勝出，得票率39%，當選總統。他的政治立場和政策被認為有民粹主義和民族主義傾向。在任期間，他在內政方面嚴厲打擊毒品問題，然而他以私刑的方式來打擊販毒的做法備受人權組織批評。外交方面，他則一改以往各任總統親美的政策，改善了與中華人民共和國的關係。2021年10月，杜特爾特宣布不會在2022年競選其原先有意角逐的副總統一職，同時亦宣布將在2022年任期屆滿後退出政壇。2024年10月5日，杜特尔特表示他有意在隔年選舉中競選達沃市長。
2025年3月7日，杜特爾特因被指控在任達沃市長及菲律賓總統期間干犯危害人類罪，在出訪香港返回菲律宾時被菲律賓小费迪南德·马科斯当局警方拘捕，隨後被押送至荷蘭海牙國際刑事法院等待審判。

## 生平
杜特尔特出身政治世家，父親曾任民答那峨島上的南達沃行省省長，母親是華裔教師，外祖父為呂姓（Roa）。

### 早年
杜特尔特在高中時好勇鬥狠，恣意任俠，16歲就殺過人。他表示，自己16岁时曾经频繁参与鬥毆，因此頻繁入獄。“這裡打一架，那裡打一架”。在其中一次斗殴中，杜特尔特将自己的对手用刀捅死，理由是「仅仅是因为我们互相看了对方一眼。」
杜特蒂高中畢業後，考入菲律賓學園大學政治系，1968年獲得學士學位，又考入聖貝達法學院，由於在學院中一直被言語霸凌，杜特蒂私下透露，同學一直罵他是鄉巴佬，杜特蒂向該名同學開槍，杜特尔特的行徑遭到全校同學批判，並發起學生運動，要將杜特尔特開除學籍，最後在法学院院长以及校中神職人員的鼎力相助之下，杜特蒂得以保留學籍，菲律賓前參議員雷恩·沙固沙（Rene Saguisag）証實了這一段話，沙固沙還說，當時他也投票要開除杜特蒂，當年如果杜特尔特被處罰了，今日的所作所為將有所改變。

### 在達沃市的政治生涯
1986年人民力量革命爆發，獨裁統治20年的馬可仕被推翻，總統艾奎諾夫人即指定杜特尔特代理達沃市副市長一職，杜特尔特于1988年當選达沃市市长，從此在達沃市執政二十餘年，連選連任（期間中有兩任是中斷，由其女兒薩拉.杜特蒂出來競選市長，杜特尔特自己當副市長，亦擔任一屆國會議員）。他在達沃執政數十年，實施嚴厲打擊犯罪的政策，甚至涉嫌買凶殺死一千名以上的罪犯，因而被稱為「制裁者」，達沃市號稱「東南亞最和平的城市」。
杜特尔特在達沃執政28年間，以鐵腕施政而聞名，他推行了全國創舉，一是推行嚴厲的青少年宵禁政策，二是凌晨一點之後禁止買賣酒精飲料，三是劃定吸菸區，其餘地方不許吸菸。因為推動禁菸，杜特蒂自己也不吸菸以身作則，所以街上看不到菸蒂，因為宵禁，晚上沒有遊蕩的青少年。杜特蒂還再三叮囑，原先欺負外地遊客的計程車司機都會乖乖找零，往來的車輛也井然有序。不過達沃市准許買春，杜特蒂對性工作者相對緩和，僅派遣醫師定期檢驗。關於抑制毒品，杜特蒂剛柔並濟，他一面威脅要殺死所有毒梟與吸毒者，一面利誘吸毒的人改過自新，他在市內設立了許多戒毒中心。
杜特尔特親民，毫無官威，沒有排場，時常率領三、五個公務員，一起騎摩托車視察市區，偶爾徒步，甚至偽裝成計程車司機以體察民情，他力挺信仰自由，除了支持天主教和基督新教等信仰，他亦重視及尊重穆斯林權益，家人中亦有時常參與伊斯蘭節慶，與民同樂。同時，他也時常聲援同性戀者等LGBT的權益，但對同性婚姻持保留態度。此外，經濟方面，杜特尔特關心窮人，他自稱是社會主義者，他還說過，真的努力工作又賺不了錢，這是社會對窮人虧欠。。民答那峨島的臺商說，杜特蒂非常照顧外商，尤其臺商。2013年海燕颱風時，他親自救災，泣訴「上帝肯定到別的地方去了」
杜特尔特為人非常隨性，言論充滿爭議，說過許多帶有攻擊或歧視意味的笑話，引發大量抗議。他被喻為「菲律賓川普」。杜特尔特也從不按時上班，他從來沒有八點鐘開始上班，每天要到下午一點才會進辦公室。他在市長任內表示，「我才不鳥這種早八晚五的工作作息」、「那時候我還在睡覺，你叫我怎麼工作？」外國媒體記者諷刺，杜特尔特的治國時間與經營酒吧的時間同步。但其實杜特尔特喜歡在半夜辦公，常常在半夜召見機要秘書，甚至「出巡」，檢視警員是否認真服勤，每天都凌晨四、五點才休息。
2015年11月21日杜特尔特宣布參選菲律賓總統。2016年1月9日至11日到臺灣訪問，拜會內政部警政署與法務部調查局，參觀各項建設，並向在臺灣的菲籍外勞拜票。2016年2月21日的候選人辯論會上揚言大殺犯罪分子，引發全球注目。5月9日當選，6月30日正式入主馬拉卡南宮。

## 總統（2016-2022年）

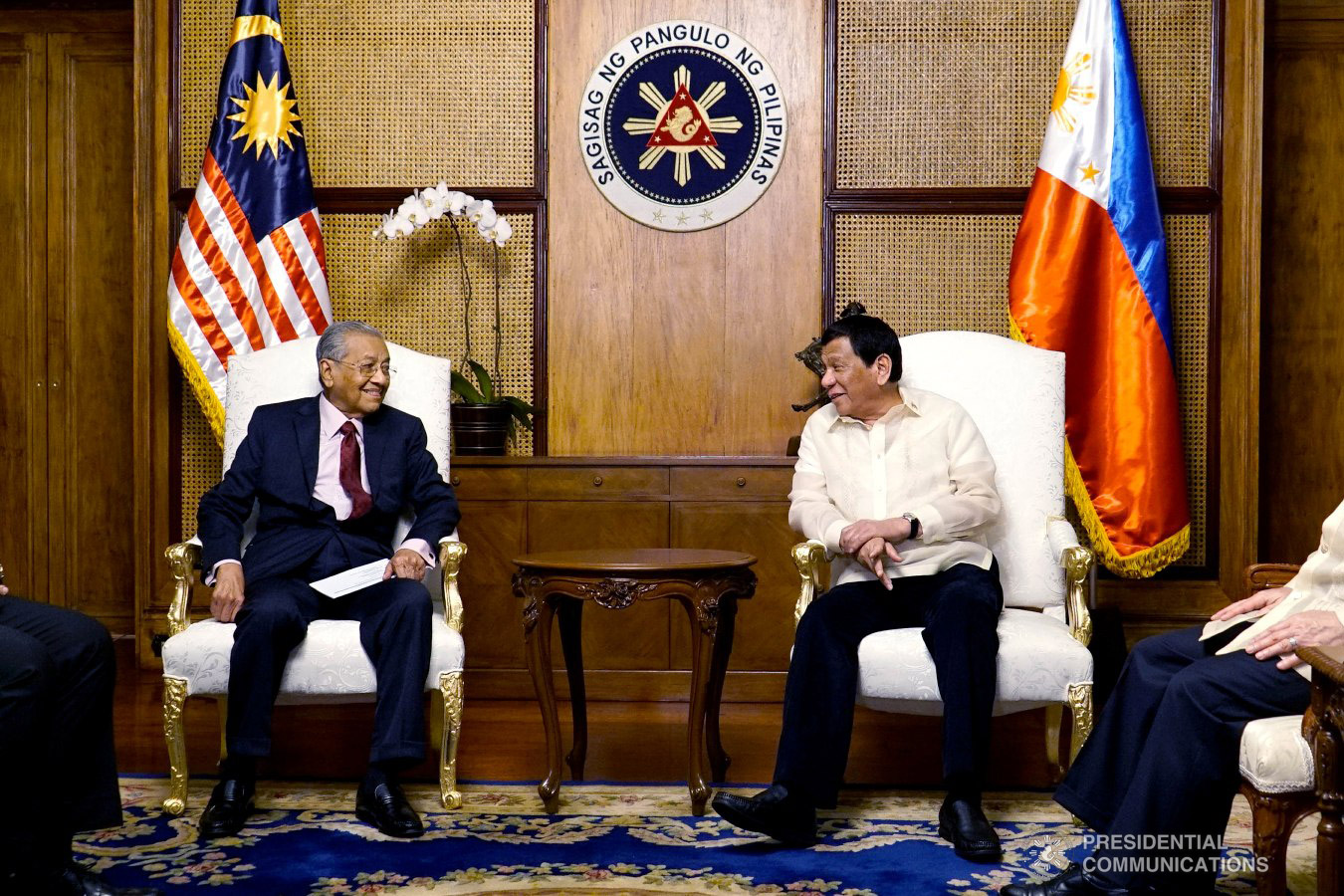
2019年3月7日，杜特尔特与马来西亚首相马哈迪·莫哈末在马拉坎南宫举行双边会谈

杜特尔特于2016年6月30日就任菲律宾第16任总统，接替貝尼格諾·阿基諾三世。71歲的杜特爾特成為當選總統最年長的人，也是第一位直接當選總統辦公室的地方行政首長，第二位宿霧人總統（繼塞尔吉奥·奥斯米纳之後），以及第一位來自棉蘭老島的維薩亞斯人總統。
杜特尔特6月30日上任至10月26日期間，菲警方已透過掃毒行動擊斃1725名拒捕的毒嫌。另有逾8,000名涉嫌吸毒或販毒者被警方拘捕，519,480名吸毒者及34,763名毒販投案。杜特蒂更指出，許多高官也涉入販毒系統，至少有23名地方首長與5名高階警官牽涉其中。2020年4月初，對於因違反疫情限制措施而導致執法人員生命有危險的人，他下令警察及軍隊射殺。
杜特蒂與勢力龐大的摩洛伊斯蘭解放陣線反抗團體及菲律賓共產黨领导的新人民軍都有密切的溝通管道，具備了促成和平的先天條件，對於共產黨，杜特蒂說將要儘快與菲共和談，杜特尔特曾是菲共創始人施順的学生，杜特尔特听过他的课，青年时期的杜特尔特在思想上深受施順的影响。同時答應流亡海外的菲共創始人施順返鄉，以及釋放所有政治犯，包括菲共主席狄安森夫婦。對於伊斯蘭勢力，他說他認為菲律賓應該改為聯邦制，賦予各地方政府更高的自治權，以兼容並蓄。
杜特尔特上任之后，被认为采取了“弃美投中”的外交政策。在他上任后，除了要求外国军队撤出菲律宾，还声称2016年进行的美菲联合军事演习是“最后一次”，甚至在访华时宣布“与美国分手”。而对于中国，杜特尔特却尽显善意，不但表示愿意在南海争议上“搁置争议”，而且还表示愿与中国、俄罗斯等国家进行联合军演。
私人生活中的杜特蒂，也幾乎完全不同於任何典型的政治人物，當上總統後，也常常放棄禮遇，與一般民眾一起排隊搭車、搭機，接受安檢。杜特蒂事親至孝，就連父母死後，也時時到父母墓前行禮，他當選後，第一件事就是祭告父母，並且在父母墳前痛哭。
杜特蒂當選總統後，不願意搬到馬拉坎南宮，而是由達沃市搭飛機通勤。據他所言，這是因為馬拉坎南宮有嚴重的靈異傳聞，杜特蒂還聲稱「我會害怕，我不敢在馬拉坎南宮睡覺。」成為少見拒絕入住馬拉坎南宮的總統，杜特蒂因而遭到媒體諷刺。

### 外交政策

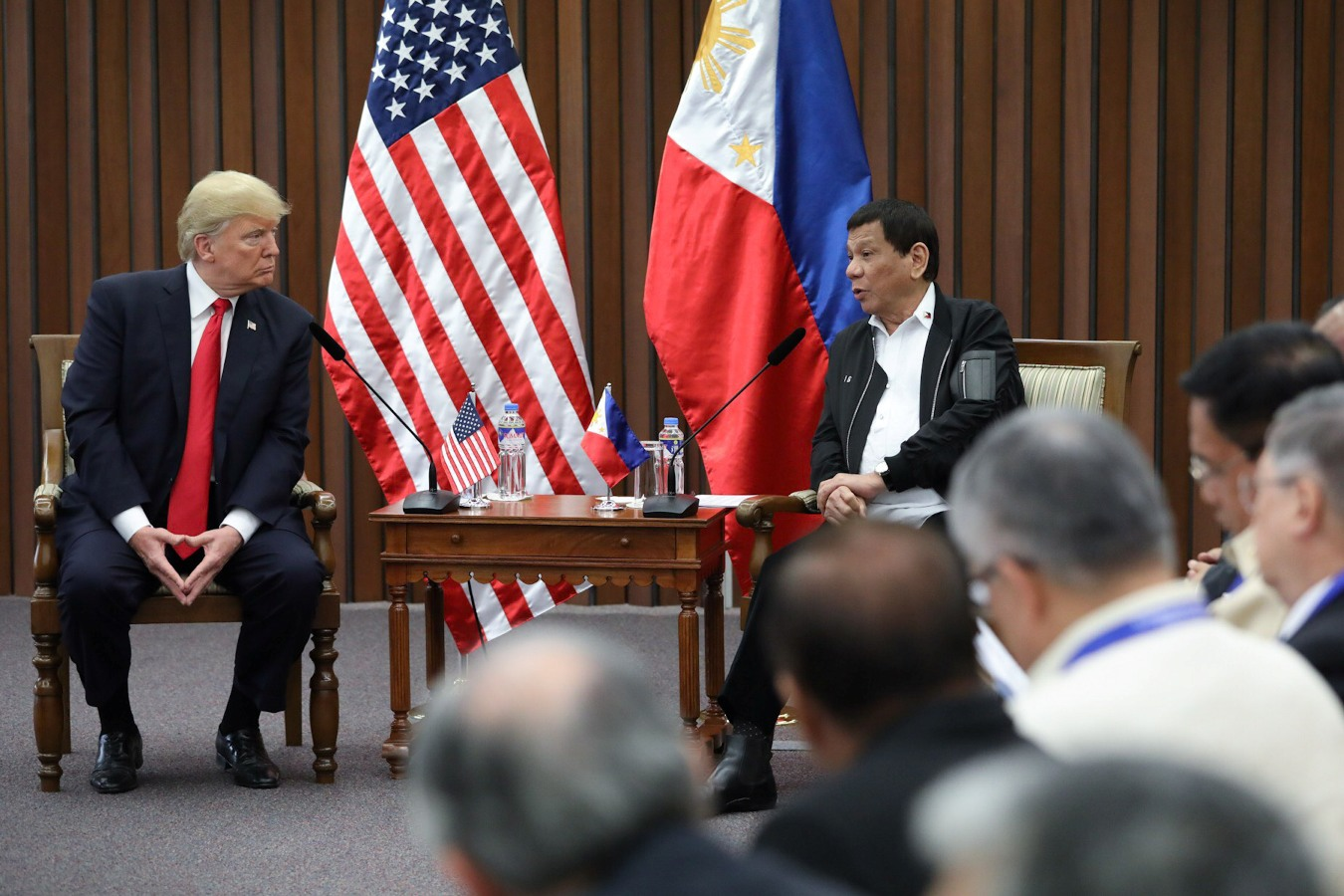
杜特蒂与美国总统唐納·川普（2017年11月13日）

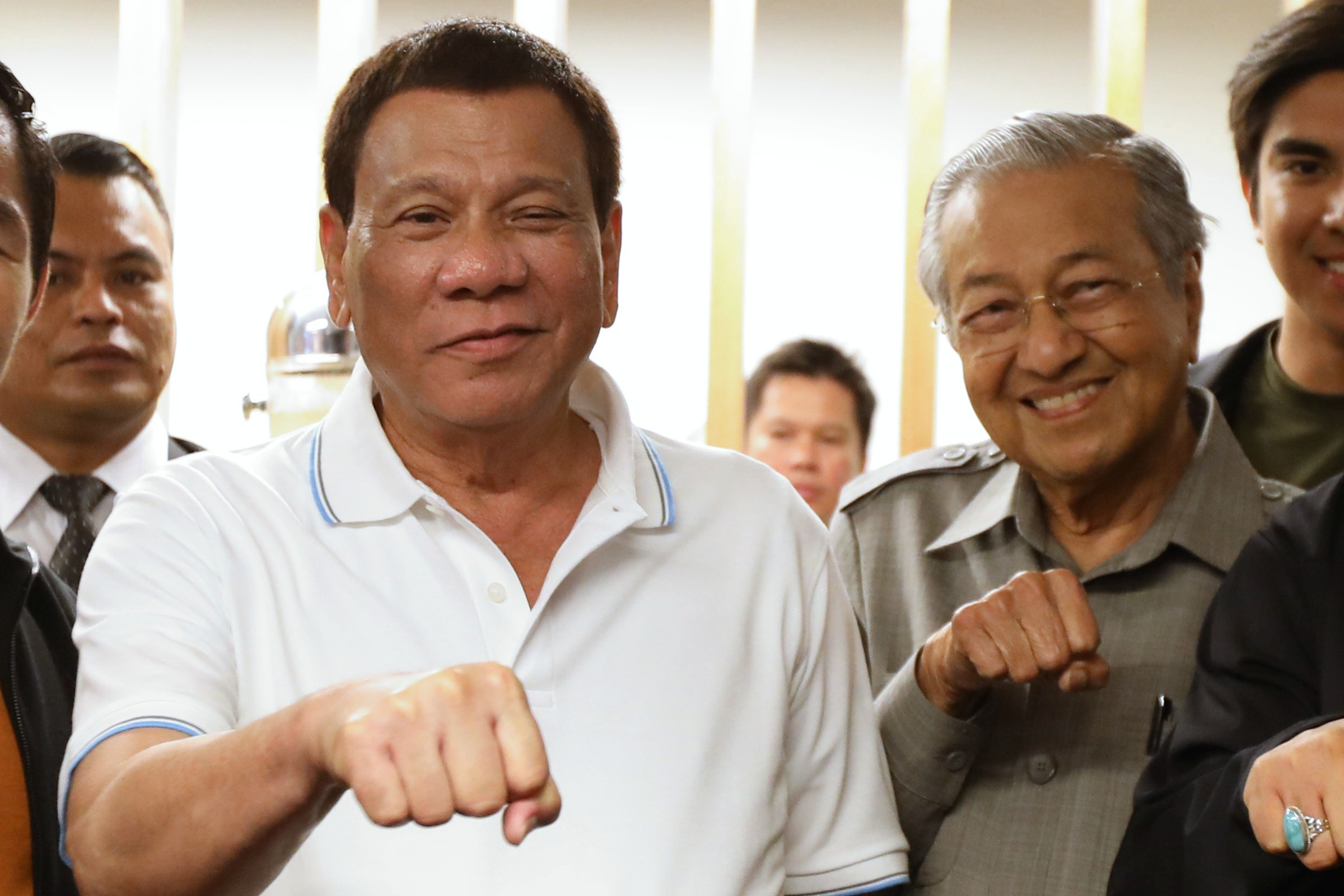
2018年7月15日杜特蒂在吉隆坡与马来西亚首相马哈迪·莫哈末会面

杜特尔特上任后一改菲律宾過去一面倒親西方及菲律宾親美的外交政策，加強與中國及俄羅斯的外交關係，以及與其他亞洲國家（包括日本和东盟各国）的外交關係，並與美國及歐盟疏遠，不再奉行一面倒親西方及親美的外交政策。

#### 马来西亚
2018年7月16日下午3时，杜特尔特到马来西亚布城首相署拜访马来西亚首相马哈迪·莫哈末，并赠送马哈迪肖像油画为礼，讨论双边关系和伊斯兰极端组织（ISIS）等课题。
2019年3月6日，应杜特尔特邀请，马哈迪抵达马尼拉，杜特尔特和马哈迪于7日在总统府马拉坎南宫举行双边会谈，讨论政治、经济和民间合作。马哈迪接受ABS-CBN电视台访问时说：“外国直接投资不应该涉及让大批外国人到国内居住，因为这可能会干扰国家的政治平衡。”。

#### 美國
杜特尔特上任后一改菲律宾過去數十年的親美外交政策，與美國疏遠，特別是他發動的掃毒戰爭使其與美國的關係十分緊張。美國總統歐巴馬批評菲律賓掃毒行動侵犯人權。
2016年9月5日，杜特尔特在飞往老挝参加东盟首脑会议之前接受媒体采访时大骂美国总统贝拉克·奥巴马是“婊子养的”。当天奥巴马得知后表示：「杜特蒂是個多彩多姿的人，我時常在想，到底跟他會面是否有用？」不過白宮接著表示，决定取消与杜特尔特的会面。次日杜特尔特发表声明，就此前辱骂奥巴马的言论道歉，并称双方已经商定会面日期延后。然而在同年10月4日，杜特尔特再次诅咒奥巴马“下地獄”，又一次引起白宫方面不满，直至奧巴馬卸任前，兩人從未公開會面。
2018年中旬中美貿易戰升溫後美國再次挑動南海，杜特蒂再次聲明「向中國在南海硬碰硬，等於是下令要我的軍警集體去自殺，你認為他們會聽我命令嗎，所以只有兩種結局就是我們國家遭大難，不然就是軍警叛變把我推翻」如果自己是將軍，上級命令他與他下屬去南海送死，「那我會跟他說去你的（fuck you），為什麼我要這做?」同時表示他在第一次見中國國家主席習近平時已經當面表達過，菲律賓是濱臨國在南海也有權益，而且既有開挖石油的區域將繼續，已經適當維持過自己一方立場，他不明白一些國內親美派要求所謂的強硬是想做到怎樣。
2019年7月9日杜特尔特重語批美，認為美國若想與中國開戰別只會搞一些「隱晦小動作與口頭遊戲」，請美國「先把第七艦隊全部調集，且先開第一槍，到時美菲防衛條約他一定啟動跟著美國一起送死」數天前並指责美国怂恿菲律宾对抗中国，是把菲律宾人当“诱饵”。同時話鋒一轉向菲內部親美派首腦，前政府的外交部長、大法官、監察官三人喊話，鼓勵他們進入政府重新任職並給予他們外交特使身分，要他們前往斡旋讓美國與中國開戰，而且開打後這三人第一波上戰場，全體菲律賓人跟在你們後面，調侃這三人凡事只敢說不敢做。

#### 歐盟
2016年，对于欧洲议会推出议案敦促立即调查杜特尔特禁毒运动牵扯的人权问题，2016年9月20日，杜特尔特在家乡达沃市向地方政府官员发表谈话时，以“Fuck you”反驳欧盟对其的指责，并竖起中指。

#### 联合国
2016年，对于联合国秘书长潘基文批评杜特尔特的禁毒行动过于血腥暴力，杜特尔特公开回应称，“我告诉我自己，你（潘基文）只是又一个傻子”“我会继续毫不留情的打击犯罪⋯⋯我不在乎（外界批评），我是菲律宾总统，不是‘国际社会共和国’总统”。
2016年8月，联合国人权高级专员办公室发表声明譴責菲律宾“非法处决”“杀戮行径”，杜特尔特随后声称：“我会向世界证明，你们所谓的专家都是蠢货。”并表示“我无意侮辱你，但我们得考虑下是否要退出联合国了，为什么要听这帮蠢货的话？”继而指着联合国无力解决饥饿问题，任由恐怖主义蔓延，对叙利亚和伊拉克战争束手无策，听任大国狂轰乱炸等。还声称他一点也不在乎这些话所带来的后果。8月22日，菲律宾外长亚赛声称“尽管我们对联合国表示担心，但是我们仍然忠实于该国际组织。”并表示杜特尔特总统的言论是为了表达失望和愤怒。菲律宾不会退出联合国。

#### 中华人民共和国
2016年7月，南海仲裁案出爐，判決有利於菲律賓，杜特蒂和前任總統艾奎諾三世全然不同的態度，不打算對此議題與中國正面衝突，杜特蒂更說：「中國比較有錢，美國沒錢。」8月24日杜特尔特態度轉變，警告中國大陸，若是兩國主權爭議沒有辦法解決，菲律賓的將士們將會和中國大陸算總帳，做好戰到最後一兵一卒的準備，但事後判斷杜特尔特是在使用一種选举语言。不久後，杜特蒂一改先前強硬的態度，表示不願意與中國開戰，他說「你還要我開戰？我們只有兩架飛機，美國給的，沒有其他武器。」他還說，美國給的這兩架飛機，其機翼下沒裝導彈和火箭，「在我們面前的是三千架解放軍的戰機。」同時他拒絕以後再與美軍舉辦聯合軍事演習，杜特蒂說，跟美國一起演習，「我們就會完美？甚麼完美？是完美的送死機會。」2023年7月17日，已卸任的杜特尔特來到北京會見習近平。

## 卸任總統後（2022年-至今）
總統任期結束時，杜特尔特返回达沃市並保持低調。杜特尔特的政治盟友、前總統格洛丽亚·阿罗约於2023 年9月說服杜特尔特積極參與菲律賓政壇。2023年1月，杜特尔特恢復在SMNI主持每週節目《來自群眾，為群眾》；杜特尔特的好友兼精神顧問阿波羅·基博洛伊牧師共同主持，杜特尔特將談論當前困擾該國的政治問題。杜特爾特在節目中的一些強烈表態，例如反對在菲律賓擴大《增強國防合作協定》場地，引起了人們的關注，媒體也進行了報導。
2024年10月7日，杜特尔特透露他有意重新出馬，在隔年舉行的地方中期選舉競選家鄉达沃市市長一職，並計劃提名自己的兒子塞巴斯蒂安·杜特尔特為副市長候選人。

### 與眾議院的紛爭和馬科斯-杜特爾特的裂痕
在眾議院議長馬丁·羅穆阿爾德斯（小馬可斯表弟）的領導下，杜特爾特與馬科斯家族之間的裂痕已經開始。在眾議院中，有未經證實的報導指出，眾議院副議長阿罗约涉嫌企圖推翻羅穆阿爾德斯的眾議院議長職務。儘管阿羅約駁回了這些指控，眾議院後來還是將阿羅約從她的資深副議長職位上降級。
杜特爾特的女兒、副總統兼教育部長莎拉隨後辭去羅穆阿爾德斯領導的基督教穆斯林民主力量党的職務，並隱晦地提到羅穆阿爾德斯，稱他為 （本義是米沙鄢傳說中的一種怪獸，此詞可視情境解釋為玩笑或侮辱）。 2023年10月，莎拉要求國會為副總統辦公室和教育部門分配機密資金，這些資金可用於後備軍官訓練團 計劃。她的要求受到了參議院和眾議院的嚴格審查，而眾議院由羅穆阿爾德斯的盟友主導。國會最終拒絕了她的上訴，但卻迅速批准了總統辦公室的機密資金；莎拉最後放棄了她的要求，理由是此舉會造成「分化」。

### 被捕
2025年3月7日，杜特爾特與女兒维罗妮卡等人一同前往香港。其律師稱，是次出行的目的是參加菲律賓民主黨海外菲律賓工人的競選活動，同場包括他的女兒、時任副總統薩拉·杜特爾特；以及參議員等人。3月11日，杜特爾特從香港返回菲律賓，因危害人類罪在尼诺伊·阿基诺国际机场3號航站樓被捕。小费迪南德·马科斯總統辦公室表示，警方根據國際刑事法院的命令將他拘留，並向杜特爾特發出國際刑事法院關於危害人類罪的逮捕令通知。菲方其後將杜特爾特押送至位於荷蘭海牙的国际刑事法院。3月14日，杜特爾特從自己位於海牙的拘留處通过视频遠程出席国际刑事法院庭审。2025年5月，杜特尔特在被羁押期间以压倒性优势当选达沃市市长。

## 争议与批评

### 血腥制暴
杜特蒂向選民說：「如果我成为总统，将会带来血腥，因为我会下令杀死所有犯罪分子。」也說：「忘了人權法這回事，我當上總統後會秉持之前市長任內的做法，將所有毒販、搶劫犯、遊手好閒的人全殺光。」杜特蒂還在電視上向犯罪分子嗆聲：「如果我當了總統，你還是快躲起來，那個數字（指在達沃市被秘密處決的罪犯）將由一千上升到十萬。我把你殺了之後，還把你丟到馬尼拉灣餵魚，魚都會變肥。」杜特蒂說：「未來，為了消滅犯罪，可能會有十萬菲律賓人喪命。」他指派前達沃市警察局長德拉羅沙出任警察總長，德拉羅沙呼應：「他們（毒販們）有權『永遠』保持緘默。」菲國外交部長雅賽於2016年9月24日在聯合國大會上表示，杜特蒂受人民空前付託，各國不應干涉他打擊犯罪的決心與作為。
有指出杜特蒂當選後，儘管整體犯罪率有所下降，但謀殺犯罪率卻飆漲51％；另外，有78%的人，擔心自己會成為下一個被波及的對象；監獄擁擠比率也大幅上漲538%，在菲律賓布拉干省（Bulacan）布里蘭（Pulilan）的監獄甚至出現了出現4人牢房關押159人的狀況；而關押人數的上升，也造成了監獄管理人員的負擔，在菲律賓，現在平均1名獄政人員管理63名囚犯；而雷厲風行的打擊犯罪行動也未必如預期中的有效，根據國際毒品政策聯合會（International Drug Policy Consortium，IDPC）的資料顯示，在菲律賓首都馬尼拉的一些地方，甚至出現了結晶甲基安非他命這種毒品價格下降的狀況，而據國際毒品政策聯合會的成員葛洛麗雅·萊的講法，毒品價格下降，代表執法行動並未奏效，杜特蒂的嚴打政策的總體成效也備受質疑，根據路透社的分析指出，菲律賓總體犯罪率的下降，在杜特蒂當選總統前就開始了，而杜特蒂上台後的犯罪率下降可能只是過去趨勢的延續，也就是說，杜特蒂的政策，對菲律賓治安的改善沒有實質的幫助；此外多數受到掃毒行動波及的，都是小販和小量使用毒品的人，真正的大毒梟並未受到影響；另外國際特赦組織指出，杜特蒂的打擊犯罪行動，最大的受害者是窮人，而未必僅限於毒販或罪犯，且在其中，警察出現違法濫權的狀況，警察有時甚至會自己準備毒品和槍械，用作栽贓被處決者的工具，處決毒犯也變成了有利可圖的事。
在杜特蒂發起掃毒大戰之後的三年，消息指出根據政府自己的資料，菲律賓警方這幾年來掃到的甲基安非他命，只佔全國甲基安非他命總量的1%。

### 達沃行刑隊的私刑
據人權組織人权观察的說法，曾作為行刑隊隊員的馬托巴托（Edgar Matobato）見證說，杜特蒂擔任南部城市納卯（Davao）市長期間成立「達沃行刑隊」，工作是處決毒販、強姦犯及搶匪等罪犯。1998年來，杜特蒂從政的菲律賓達沃市至少有1,424人被以私刑處決，不少為毒梟，更多的是吸毒者、扒手、小奸小惡之徒甚至是不願工作的街頭遊民，但其中也有年僅十四歲的未成年人。這1,424名被私刑處決的人當中，有132人是年紀十七歲或以下的。
馬托巴托指出，杜特蒂自1988年2月第一次出任達沃市長後，就開始大力處決罪犯，同時殺死異議份子和他看不順眼的民眾，其中包括納卯市大教堂爆炸案的多名穆斯林嫌犯、前眾議院議長的4名保鏢、納卯市1名記者、杜特蒂妹妹的男友以及1名監理站違法仲介人等等。馬托巴托說，1993年時，行刑隊與司法部官員傑米索拉（Jamisola）因為路障起了衝突，傑米索拉雖然受傷但沒死，然而杜特蒂一到現場就親手殺人，直接以烏茲衝鋒槍殺了傑米索拉。2003年，經常批判杜特蒂的記者帕拉（Jun Pala）步行回家途中，遭到騎摩托車的行刑隊槍手殺害，在2016年，馬托巴托的作證，使得殺死帕拉的行刑隊，與當時還是納卯市長的杜特蒂產生了關聯，而總統辦公室則否認這項說法。馬托巴托還說，他在杜特蒂領導的政府指揮下，共參與了50宗殺人及綁架案，採用的處決手法非常兇殘，並舉例說像在2007年，馬托巴托依令將一名綁架疑犯餵食鱷魚，一名外國疑犯則被肢解後丟進採石場掩埋。一些屍體被剖開肚子放入水泥塊，或者綁上水泥塊丟進大海，有的被掩埋在亂葬崗。除了殺死罪犯或嫌疑犯，杜特蒂也涉及報復式恐怖攻擊，要炸死一般的穆斯林，馬托巴托在1993年當地發生教堂爆炸案後，被杜特蒂要求去炸毀一座清真寺。他說，幸好他投手榴彈的時候，清真寺內沒人做祈禱，所以沒人受傷。

### 對殺害記者的看法
菲律賓是世界上從事媒體工作最危險的國家之一，在费迪南德·马科斯獨裁後，對記者的暗殺，光有紀錄的就有174例。在2016年5月31日的一場記者會上，杜特蒂說道：「老實說，會被殺掉的記者大都做了些見不得人的事。你不做壞事，就不會被殺掉。」他還講了一段支持殺掉「腐敗」的記者的話語：「如果你是個王八蛋，那麼就算身為記者，也不表示你能倖免於暗殺。」
在講出這些話的記者會上，杜特蒂在一名女記者（GMA電視網的巫馬利（Mariz Umali））向他問問題時，對那名記者吹了「狼哨」（Wolf-whistling）。在次日的記者會上，杜特蒂對他自己的言行做出辯護，並且拒絕道歉，杜特蒂說道：「我沒有辦法保護你們」，他也因為自己的言行，而受到國內外的媒體組織批判。保護記者委員會在東南亞的代表說道：「杜特蒂就他自己這些不負責任言論的所做的，就是在安全部門的官員所認為的『誹謗』言論出現時，賦予這些官員殺人的權利。他（杜特蒂）所講的，是我們能從菲律賓總統處聽到的，最為過分的陳述。」
媒體自由中心的執行董事梅琳達·金托斯·德·耶穌（Melinda Quintos de Jesus）在2016年10月指出菲律賓主要的媒體和電視台不敢批判性地分析杜特蒂的政策，因為「他們害怕杜特蒂，他們擔心會被杜特蒂挑出來做掉。」
2016年，非政府组织「無國界記者」將杜特尔特列入「新聞自由掠奪者」名單。

### 女傳教士事件
2016年4月12日杜特蒂在造勢大會中提到1989年達沃市發生的澳洲女傳教士被監獄犯人姦殺的案件；他先表示「一方面我很生氣她被強暴」，接著開玩笑說「但是她那麼漂亮，我想，身為市長應該第一個上。」此發言的錄影曝光後，杜特蒂於4月19日道歉。

### 瞄準女叛軍事件
2018年2月杜特蒂在馬拉坎南宮，向逾200位前共產黨士兵發表談話，指示他們如何對付女性叛軍，要瞄準陰道射擊。杜特蒂說：「『我們不會殺死妳，但我們會瞄準妳的陰道射擊。』」他進一步解釋，認為女人沒了陰道，就會「毫無用處」。事件揭露，杜特爾特遭受大量批評，視為是「仇女主義者」與「大男人法西斯主義者」。

### 情感绯闻
杜特蒂私人生活緋聞不斷，非常好色，擁有非常多女朋友，在節目受訪時，他幾乎想不出來自己有幾個女友，最後他說：「我沒女朋友會死」。有人指責杜特蒂縱情女色，他的回應是自己很有「性需求」：「我和我太太分開了，我又不是性無能。我該怎麼辦？把這東西留著不用？我一喫威而鋼就硬了耶？」

### 和天主教會決裂
杜特蒂原本以天主教徒自居，但從競選總統開始，言論和施政不斷和天主教會衝突。
2015年11月30日杜特蒂提到該年1月教皇方濟各訪問菲律賓時造成馬尼拉萬人空巷、塞車嚴重，杜特蒂本人也被卡在車陣中五個小時；他表示“我想打電話給教皇告訴他‘教皇，狗娘養的，你回去吧，不要來這訪問。’”事後杜特蒂向教廷書面致歉，並收到教廷回信。
就任總統後，杜特蒂發動的反毒戰爭遭到天主教會批評違反人權。杜特蒂大肆反擊，反批天主教會充滿腐敗，並自曝在就讀亚典耀中学時，曾遭該校的天主教耶稣会神父法爾維（Paul Falvey）性侵，杜特蒂随后转至圣十字（Holy Cross）中学。杜特蒂說，他於1950年代遭到法爾維性侵，「這是我們許多人失去童貞的方式」，當時因為年紀小，害怕舉報可能會出現不好的後果，所以隱忍不說。法爾維已於多年前逝世，法爾維也涉嫌性骚扰其他学生，而這樣的性侵，使杜特蒂面臨迅速的「性覺醒」。杜特蒂说：「我不会控告该神父，因为我是天主教徒。但有部分受害者已经对他提告，而且判決必須向受害者支付1600万美元的赔偿。」天主教消息網站Crux稱，該名神父曾因1959至1975年在洛杉磯地區的不當行為被指控，美國耶穌會付了約1600萬美元擺平事件。
2018年6月，杜特蒂公開質疑原罪的教義，並嘲笑上帝是「蠢蛋」。同年8月14日，杜特蒂再度攻擊天主教會，並宣稱自己不再是天主教徒。

## 名言
杜特蒂在當選後發動掃毒，造成數千名毒梟與涉毒人士死亡，聯合國與前美國總統歐巴馬不約而同，批評杜特蒂的作法，對此，杜特蒂回應：「人權不能當成把國家毀滅的防護罩或藉口」，杜特蒂並在演說中戲謔地提到：「就算是人權很值得尊重，但是我定義毒販不是人。」杜特蒂還公開反問：「他們算人嗎？」面對美國批評，杜特蒂回應：「菲律賓不是任何國家的附庸，我們早就不是美國殖民地。」又說「我不必對任何國家負責，除了菲律賓人民以外，我沒有別的主人。」